# Mo-Do
 (janvier 2024).
Si vous disposez d'ouvrages ou d'articles de référence ou si vous connaissez des sites web de qualité traitant du thème abordé ici, merci de compléter l'article en donnant les références utiles à sa vérifiabilité et en les liant à la section « Notes et références ».
Mo-Do est un groupe italien de musique électronique qui chante généralement en allemand. Il se forme au milieu des années 1990 autour de trois DJ : Fulvio Zafret, Mario Pinosa, Sergio Portaluri et un chanteur : Fabio Frittelli.

## Historique

### Fabio Frittelli
Mo-Do est le pseudonyme utilisé par le musicien Italien Fabio Frittelli (né en 1966 à Monfalcone, province de Gorizia d'une mère  autrichienne et d'un père italien).
Fabio Fritelli a notamment été mannequin pour la marque Dolce & Gabbana et Kenzo. Mo-Do apparaît dans les années 1990 comme un groupe italien d'Eurodance. En dépit d'être Italien, Mo-Do chante ses chansons en allemand et anglais. Fabio Fritelli trouve que l'allemand sonne bien avec ce type de musique. En février 2013, Fabio Fritelli est retrouvé mort à son appartement. Il se serait apparemment suicidé.

### Création du groupe
Mo-Do a été formé lorsque Frittelli a rencontré le producteur Claudio Zennaro. Les autres producteurs qui ont travaillé avec Frittelli (parfois cité en tant que membres du groupe) ont été Fulvio Zafret, Mario Pinosa et Sergio Portaluri . 
Mo-Do rencontre le succès avec son premier single Eins, Zwei, Polizei (en) en 1994. Puis, le jeune homme enchaîne avec Super Gut (1994) et Gema Tanzen (1995). Ses trois premiers singles sont inclus dans l’album Was Ist Das? (1995). Celui-ci contient aussi un autre titre intéressant, Liebes Tango.
Après ces succès, Mo-Do tentera sa chance avec deux autres morceaux Sex Bump Twist en 1996 et Superdisco (Cyberdisco) en 1999. Ses titres qui ne renouvelleront pas les exploits du groupe dans les charts ont un son plus techno-trance et des producteurs Mo-Do différents de ceux des tubes de 1994-1995
Depuis la fin des années 1990 :
En 2000, Mo-Do ressort son tube Eins, Zwei, Polizei dans une nouvelle version, interprétée cette fois par Maurizio Ferrara. L’artiste original, Fabio Frittelli, écrit et produit en 2003 le single de Space 2999 intitulé Tanz Mit Den Roboten.
En 2008, le tube Eins, Zwei, Polizei ressort dans une nouvelle version sous le nom de Mo-Do Ft Bangbros. Le clip reprend les images de la vidéo tournée en 1994.

## Discographie

### Single
- Eins, zwei, Polizei (1994) (Autriche # 1, # 1 en Allemagne, en Italie # 1, la Suisse # 5)
- Super gut (1994) (# 11 en Autriche, l'Allemagne # 26, # 28 en Israël, Suisse n ° 18)
- Gema tanzen (1995)
- Sex Bump Twist (1996)
- Eins, Zwei, Polizei (1999 Remixes)
- Superdisco (Cyberdisco) (2000)

### Album
- Was ist das? (1995)